# Förordningen om halvledare
Förordningen om halvledare, eller förordning (EU) 2023/1781, är en europeisk förordning som reglerar halvledare inom Europeiska unionen. Syftet med förordningen är dels att stärka unionens konkurrenskraft och innovationsförmåga, dels att förbättra den inre marknadens genom harmoniserade bestämmelser om halvledarteknik.
Förordningen antogs av Europaparlamentet och Europeiska unionens råd den 13 september 2023 och trädde i kraft den 21 september 2023, tre dagar efter att den hade offentliggjorts i Europeiska unionens officiella tidning. I egenskap av förordning är den direkt tillämplig inom hela unionen.